# Мироново (Могилёвская область)
Миро́ново (бел. Міронава) — посёлок в составе Воротынского сельсовета Бобруйского района Могилёвской области Республики Беларусь.

## Население
- 2010 год — 7 человек